# Рудаков, Валерий Петрович
Вале́рий Петро́вич Рудако́в — советский и российский учёный, доктор физико-математических наук, главный научный сотрудник Института физики Земли РАН, геофизик и геолог. Ведущий российский специалист в области мониторинга деформационных процессов в Земле с использованием геофизических (ядерно-радиометрических) и геохимических(газовых) методов.

## Биография
Родился в посёлке Арпадак Саратовской области. В 1964—1969 годах обучался на геофизическом факультете МГРИ, получил квалификацию горного инженера-геофизика (специализация: ядерно-радиометрические методы поиска и разведки полезных ископаемых).
С 1992 года работает в Институте физики Земли. В 1994 году защитил диссертацию на соискание степени доктора физико-математических наук. В 1999 году занимает должность главного научного сотрудника.
Валерием Петровичем опубликовано более ста научных работ, в том числе монография «Эманационный мониторинг геосред и процессов»(2009 год).